# Жуков Май Харитонович
Май Харито́нович Жу́ков (нар. 20 липня 1939, місто Сніжне, тепер Донецької області) — український радянський діяч, розмітник Сніжнянського заводу хімічного машинобудування Донецької області. Депутат Верховної Ради УРСР 9—10-го скликань.

## Біографія
Освіта середня.
З 1958 року — робітник маркшейдерського відділу шахти «Сухівська» комбінату «Торезантрацит» Сталінської області. 
У 1958—1962 роках — служба в Радянській армії.
З 1964 року — розмітник Сніжнянського заводу хімічного машинобудування Донецької області.
Потім — на пенсії у місті Сніжне Донецької області.

## Нагороди
- ордени
- медалі